# Xin chào hạnh phúc
Xin chào hạnh phúc là series phim truyền hình được phát sóng trên VTV3 từ thứ 2 đến thứ 6 hàng tuần (trước 6 tháng 2 năm 2020 là từ thứ 2 đến thứ 5 hàng tuần) do VietComFilm phối hợp với Đài Truyền hình Việt Nam sản xuất. "Xin chào hạnh phúc" gồm 5 mùa, mỗi mùa đều có các series thường có 4-5 tập phim với nội dung về các vấn đề tình yêu, hôn nhân và gia đình.

## Nội dung
Mỗi tập có thời lượng 20 phút, sử dụng kịch bản có nội dung chọn lọc từ những chất liệu gần gũi trong cuộc sống, hàm chứa những bài học sâu sắc. Thông qua những tình huống bất ngờ được thể hiện dưới lăng kính hài hước đầy ý nghĩa, khán giả xem truyền hình sẽ được chuyển tải những góc nhìn chân thật nhất về cuộc sống xung quanh.

## Các mùa phim
- Mùa 1: 10/07/2017 - 28/12/2017: 100 tập.
- Mùa 2: 01/01/2018 - 01/11/2018: 171 tập. Nối tiếp khung phim này là 42 tập phim Mẹ ơi, bố đâu rồi và 60 tập phim Mối tình đầu của tôi.
- Mùa 3: 08/05/2019 - 15/06/2020: 243 tập.
- Mùa 4: 16/06/2020 - 30/07/2021: 360 tập. Do tình hình dịch phức tạp không thể quay được nên khung giờ này được phát lại các chương trình Bố ơi! Mình đi đâu thế, Trạng nguyên nhí 2021 và Ngày xưa chill phết ; 25/07/2023 - 28/07/2023: Phát lại 4 tập với tên gọi "Người cha không mong đợi".
- Mùa 5: 01/11/2021 - 01/07/2022: 160 tập. Sau khi tình hình dịch được kiểm soát các series phim mùa 5 trở lại. Từ 04/07/2022, khung giờ này sẽ thay thế bằng việc phát lại Mẹ ơi bố đâu rồi, chính thức chia tay khán giả sau khoảng 5 năm phát sóng.

## Các tập
| Tập | Tên | Số tập | Đoàn làm phim |
| --- | --- | ------ | ------------- |
|     |     |        |               |